# Ивкович, Томислав
То́мислав И́вкович (сербохорв. Tomislav Ivković / Томислав Ивковић; род. 11 августа 1960, Загреб) — югославский и хорватский футболист, вратарь; тренер.

## Карьера
Ивкович начал профессиональную карьеру, играя за «Динамо» (Загреб), в 1978 году. Перешёл в «Динамо» (Винковци) в 1982 году, а в 1983 году выступал в рядах «Црвены Звезды» (Белград).
В 1985 году перешёл в свой первый зарубежный клуб «Сваровски-Тироль» (Инсбрук), где играл до 1988 года. После недолгого времени, проведённого в «Винер Шпортклубе» и «Генке», Ивкович перебрался в португальский «Спортинг» и играл за клуб из Лиссабона до 1993 года. Заключительные годы своей карьеры провёл также в Португалии — в «Эшториле», «Витории» Сетубал, «Белененсише» и «Эштреле» Амадоре. До «Эштрелы» сыграл шесть матчей за испанскую «Саламанку».
В составе национальной сборной Югославии Ивкович принял участие в Евро-84, завоевал бронзовую медаль летних Олимпийских игр 1984 года и достиг 1/4 финала чемпионата мира 1990 года. Югославия проиграла в серии пенальти Аргентине, а Ивкович запомнился тем, что отразил пенальти, исполненный Диего Марадоной. За несколько месяцев до этого Томислав уже парировал пенальти в исполнении Марадоны в матче Кубка УЕФА за «Спортинг» против «Наполи».
Ивкович был тренером вратарей сборной Хорватии с 2004 по 2006 годы, но уступил это место Марьяну Мрмичу после того, как Хорватия неудачно выступила на чемпионате мира в Германии. В 2007 году перешёл в клуб из Объединённых Арабских Эмиратов «Аль-Шааб» на работу вторым тренером.